# Захаров, Владимир Григорьевич
Влади́мир Григо́рьевич Заха́ров (5 [18] октября 1901, близ Юзовки, Бахмутский уезд, Екатеринославская губерния, Российская империя — 13 июля 1956, Москва, СССР) — композитор, хоровой дирижёр, музыкальный деятель. Народный артист СССР (1944). Лауреат трёх Сталинских премий (1942, 1946, 1952).

## Биография
Родился 5 (18) октября 1901 года на руднике при Богодуховской балке (ныне — в черте города Донецка, Российская Федерация).
В 1912—1921 годах жил в Таганроге. Учился в мужской гимназии (ныне Гимназия № 2 имени А. П. Чехова) (1912—1920) и одновременно, с 1916 года, в музыкальной школе (ныне Детская музыкальная школа им. П. И. Чайковского). Обучался у В. Г. Молла. В период обучения в гимназии пел в хоре, играл в оркестре народных инструментов. В 1920—1921 годах выступал как исполнитель на балалайке в оркестре народных инструментов под управлением В. В. Хватова.
В 1922—1927 годах учился в Музыкально-практическом институте (Донская консерватория) в Ростове-на-Дону (ныне Ростовский колледж искусств) по классу композиции у Н. З. Хейфеца и одновременно преподавал теоретические предметы в музыкальной школе. После учёбы был призван на военную службу. Вернувшись из армии, работал преподавателем в Ростове-на-Дону.
В 1929 году переехал в Москву. В 1930—1933 годах работал на Московском радио (дирижёр, редактор).
С 1931 года началось его сотрудничество с Государственным академическим русским народным хором имени М. Е. Пятницкого, где он стал музыкальным руководителем. Это сотрудничество продолжалось всю оставшуюся его жизнь, он писал для хора, большинство его песен написано на стихи М. В. Исаковского и А. Т. Твардовского, имевших всенародное признание. Автор многочисленных хоровых обработок народных песен.
Член ВКП(б) с 1944 года.
Гастролировал с хором за рубежом: Чехословакия, Польша (1948), Румыния, Болгария (1949), Венгрия, Австрия и ГДР (1950), Финляндия (1951).
Вместе с П. М. Казьминым подготовил к изданию записи песен хора имени М. Е. Пятницкого (1958).
С 1948 года — секретарь и член правления СК СССР. Тогда же участвовал в осуждении Д. Д. Шостаковича и в развенчании формалистов.

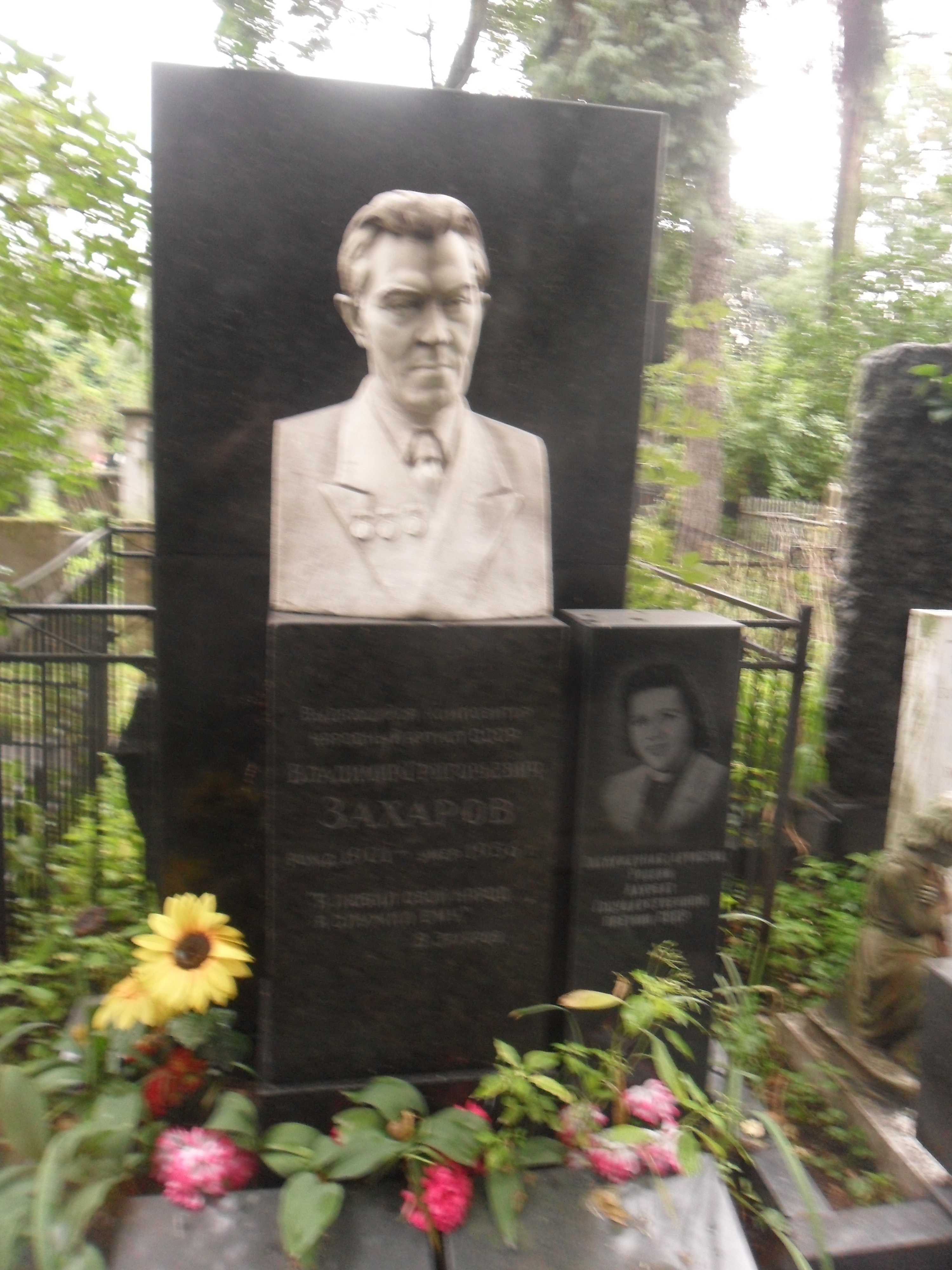
Могила Захарова на Новодевичьем кладбище.

Умер 13 июля 1956 года в Москве. Похоронен на Новодевичьем кладбище (участок № 1).

## Творчество
Песни
- «Вдоль деревни» (сл. М. В. Исаковского, 1933),
- «Дороженька» (сл. колхозницы П. Семёновой, 1937),
- «Зелёными просторами» (сл. М. И. Исаковского, 1938),
- «Наши просторы» (сл. С. В. Михалкова, 1954),
- «Ой туманы мои, растуманы» (сл. М. В. Исаковского, 1942),
- «Куда б ни шёл, ни ехал» (сл. М. В. Исаковского, 1943),
- «Белым снегом» (сл. П. М. Казьмина, 1942),
- «Хороши вы, июльские ночи» (сл. М. В. Исаковского, 1947),
- «Русская красавица» (сл. П. М. Казьмина, 1953),
- «Слава Советской державе» (сл. М. В. Исаковского, 1943),
- «Черёмуха», «Провожание», «И кто его знает» (1939), «На перекрёстке» (1947, сл. М. В. Исаковского),
- «В чистом поле» (сл. М. Исаковского, 1934),
- «Соколы» (сл. народные, пер. с укр. М. Исаковского),
- «Будьте здоровы» (сл. А. Г. Русака, перевод с белорусского М. Исаковского),
- «На коне вороном» (сл. народные, 1937),
- «Шёл со службы пограничник» (сл. М. Исаковского, 1940),
- «О моряках», «Клятва», «Походная» (сл. М. Исаковского),
- «Стань лицом на Запад» (сл. И. Марковича, в обр. М. Исаковского, 1941),
- «Про пехоту» (сл. А. Т. Твардовского),
- «Про Катюшу» (сл. М. Исаковского, 1945),
- «Песня о России» (сл. М. Исаковского и А. А. Суркова, 1947),
- «Пройдут года» (песня трудовых резервов, сл. М. Исаковского, 1948),
- «Наша сила в деле правом» (сл. С. В. Михалкова),
- «Ходят двое» (сл. Л. И. Ошанина, 1953) и др.

Другие произведения
- Композиция «Колхозная свадьба» (сл. А. Т. Твардовского, 1941)
- Для скрипки оркестром — концерт
- Для фортепиано — сюита (1929), Поэма, четыре прелюдии
- Для скрипки и фортепиано — Прелюдия.

## Звания и награды
- народный артист СССР (1944) — Указом Президиума Верховного Совета СССР «О присвоении звания Народного артиста СССР Захарову Владимиру Григорьевичу» от 11 января 1944 года «за выдающиеся достижения в области музыкального творчества и особые заслуги в деле пропаганды русской народной песни»[4].
- Сталинская премия второй степени (1942) — за песни «Два сокола», «Дороженька», «И кто его знает…» и другие[5]
- Сталинская премия первой степени (1946) — за песни «Слава Советской державе!», «Величальная И. В. Сталину», «Куда б ни шёл, куда б ни ехал…», «Величальная В. М. Молотову», «Про пехоту», «Стань лицом на Запад», «Про Катюшу»
- Сталинская премия первой степени (1952) — за концертно-исполнительскую деятельность в хоре имени М. Е. Пятницкого.
- орден Ленина (1944) — Указом Президиума Верховного Совета СССР «О награждении орденами и медалями руководителей и артистов Государственного русского народного хора имени Пятницкого» от 11 января 1944 года «за особые заслуги в деле пропаганды русской народной песни»[6]
- орден Трудового Красного Знамени (1951)
- медаль «За доблестный труд в Великой Отечественной войне 1941—1945 гг.»
- медаль «В память 800-летия Москвы»